# Silvestro Invrea
Silvestro Invrea a été le 86e Doge de Gênes du 3 mars 1607 au 17 mars 1607.